# Качуча
Качуча (исп. cachucha — маленькая лодка) — испанский сольный танец.

## История
Качуча является андалусским танцем сольного исполнения в 3/4 или 3/8 такта, схожим с болеро. Происходит из южно-испанской провинции Кадис (по другим данным — из Кубы). Традиционно качучу могут танцевать как мужчины, так и женщины. Обычно танец сопровождается стуком кастаньет и притоптыванием каблуков (цапатеадо).
В XIX столетии качуча была одним из любимых танцев, исполняемых на различных сценах Европы. В театре она впервые появляется в балете «Хозяйка озера» (1812), затем — в балете Жана Коралли «Хромой бес» (1836), где её танцевала балерина Фанни Эльслер — в её исполнении этот танец стал подлинной сенсацией. Эту качучу также танцевала Люсиль Гран, а позднее в 1910 году — Анна Павлова.